# Водное поло на чемпионате мира по водным видам спорта 2009
Соревнования по Водному поло на Чемпионате мира по водным видам спорта 2009 прошли с 26 июля по 8 августа 2009 года в Риме, Италия.

## Медальный зачёт
| Команда | Золото | Серебро | Бронза   |
| ------- | ------ | ------- | -------- |
| Мужчины | Сербия | Испания | Хорватия |
| Женщины | США    | Канада  | Россия   |